# Lucrécia Barberini
Lucrécia Barberini (em italiano:  Lucrezia Barberini; 24 de outubro de 1628 – 24 de agosto de 1699) era uma nobre italiana e que, por casamento, veio a ser Duquesa de Módena e Régio.
Era um membro da Família Barberini, sendo a terceira e última mulher do duque Francisco I de Módena.

## Biografia
Lucrécia era a mais velha dos cinco filhos nascidos do casamento de Tadeu Barberini, Príncipe de Palestrina e de Ana Colonna, uma filha de Filipe I Colonna, Príncipe de Paliano.
Era irmã de Maffeo Barberini e do Cardeal Carlos Barberini.
Era também sobrinha-neta do Papa Urbano VIII e, entre os seus tios, incluíam-se três Cardeais: Francisco Barberini, Antonio Barberini e Jerónimo Colonna.
O seu primo, Lourenço Onofre Colonna, Príncipe de Paliano, casara com Maria Mancini; sobrinha do Cardeal Mazarino, primeiro-ministro da França.

### Duquesa de Módena
A 14 de outubro de 1654 Lucrécia casou com Francisco I de Módena. Deste casamento veio a nascer apenas um filho, o futuro duque Reinaldo d'Este.
O casamento foi celebrado em Loreto na Basilica della Santa Casa. Este casamento teve um forte significado político uma vez que celebrava as tréguas entre a Casa d'Este e os Barberini que tinham tomado lados opostos durante as Guerras de Castro. De facto, quer Francisco I quer o seu pai tinham-se aliado aos Farnésio e lutado contra as tropas de Tadeu Barberini.

### Descendência
Do seu casamento com Francisco I de Módena nasceu um filho:
- Reinaldo III de Módena (1655-1737), que veio a herdar a coroa de Módena e Régio , tendo casado com Carlota Felicidade de Brunsvique-Luneburgo, com geração.